# Cádiz (episodio nacional)
Cádiz es la octava novela de la primera serie de los Episodios Nacionales de Benito Pérez Galdós, publicada en 1874. Continúa con el relato novelado de la Guerra de la Independencia Española, en el momento histórico de las Cortes de Cádiz de 1812 bajo el asedio de las tropas francesas. Una vez más, el narrador de los sucesos es Gabriel de Araceli. A lo largo de la trama, y entre rocambolescos duelos románticos y reflexiones, se suceden las discusiones políticas, las sesiones de las Cortes y el omnipresente conflicto entre las dos Españas.

Nobleza, pueblo, comercio, milicia, hombres, mujeres, talento, riqueza, juventud, hermosura, todo, con contadas excepciones, concurrió al gran acto, los más por entusiasmo verdadero, algunos por curiosidad, otros porque habían oído hablar de las Cortes y querían saber lo que eran. La general alegría me recordó la entrada de Fernando VII en Madrid en abril de 1808, después de los sucesos de Aranjuez.

Cuando llegué a la Isla, las calles estaban intransitables por la mucha gente. En una de ellas la multitud se agolpaba para ver una procesión. En los miradores apenas cabían los ramilletes de señoras; clamaban a voz en grito las campanas y gritaba el pueblo, y se estrujaban hombres y mujeres contra las paredes, y los chiquillos trepaban por las rejas, y los soldados formados en dos filas pugnaban por dejar el paso franco a la comitiva. Todo el mundo quería ver, y no era posible que vieran todos.

Aquella procesión no era una procesión de santas imágenes, ni de reyes ni de príncipes, cosa en verdad muy vista en España para que así llamara la atención: era el sencillo desfile de un centenar de hombres vestidos de negro, jóvenes unos, otros viejos, algunos sacerdotes, seglares los más. Precedíales el clero con el infante de Borbón de pontifical y los individuos de la Regencia, y les seguía gran concurso de generales, cortesanos antaño de la corona y hoy del pueblo, altos empleados, consejeros de Castilla, próceres y gentileshombres, muchos de los cuales ignoraban qué era aquello.
Capítulo VIII, Galdós (1874)